# 秋葉山神社 (八戸市)
秋葉山神社（あきばやまじんじゃ）は、八戸市白銀町にある1920年（大正9年）創建の神社。祭神は火之迦具土大神で、火難厄災除けの御神徳があるとされる。

## 概要
例祭は、旧暦2月初午12月18日年越し祭毎月18日が月次祭を奉斎。社殿下から霊泉があり絶えず水が湧き出ている。　
本宮より御分霊のご神旗がお祀りされており、通常時は拝観は不可だが、毎月18日の月次祭には、本殿の御扉を開いてあり昇殿参拝が出来る。　
元々は地区代表者宅で、秋葉講を旧暦2月初午に神事を司っていた。　
白銀大火や数多くの天災に見舞われながらも、地域の崇敬者や役員会の尽力で現在の社殿に至るまでに三度社殿を造営してきた。　
社殿建立は昭和33年。　
現在社殿は昭和59年に造営した。　
鳥居は、寶福丸漁業の船員組合や地区の崇敬婦人会により、建立されている。　
祭祀は屋号孫作（五戸清藏氏）の一族で司っている。　平成28年より（五戸修介氏）が管理祭祀を奉職して居る。
又以前八戸市白銀町北側本町にあった出羽三山神社の行屋堂（白銀神和会）の受所になっている。毎年2月初旬には地区の神徒を山形県真田延命院に春祈祷をお願いしている。　

### 石神様
本殿に祀られている石神様は岩手県角の浜の海岸より神霊が宿る石として御遷座している。又岩手県二戸市の秋葉神社より、御神鏡を納め祀っている。湊町浜須賀現在の新湊にあった尾崎家所有の秋葉様（石碑堂）にも由緒があり、元々尾崎家の庭神として奉斎した秋葉様を現在の白銀町大沢片平の地に遷座されたとも伝わる。しかし、浜須賀の尾崎家の石碑堂も年々管理が難しくなり、現在は湊町の大祐神社に合祀されております。